# 鳳凰門
鳳凰門，是十七座重慶城門之一，在金紫門、南紀門開門之間，以鳳凰台而得名。鳳凰門遺蹟原在重慶市渝中區下半城解放西路207號與211號之間鳳凰台街南口對過下河巷道西側保坎內，1990年10月因開發建房被拆毀。

## 歷史
《巴縣誌·古蹟》：『鳳凰台，《王志》云：在南紀門內右營署前。昔傳有鳳凰鳴其上。今石址猶存。』，台之得名當在明代以前，鳳凰門因台得名。右營都司署（蜀軍政府司法部舊址）在鳳凰門內。

## 川江號子
- 鳳凰門，宰牛羊，屠業興盛（閉）[4]
- 鳳凰門，川道拐，牛羊成群（閉）[5]